# Лого-Ансеба
Лого-Ансеба — район зоби (провінції) Гаш-Барка, що в Еритреї. Столиця — місто Мекерка.